# 五德終始說
五德終始說是中國戰國時期的陰陽家鄒衍所主張之歷史觀念，是一種循環史觀，與天下的空間觀念構成中國文化重要成分。「五德」是指五行中木、火、土、金、水所代表的五種德性。「終始」指「五德」週而復始之循環運轉。甚至其後中國的一切信仰和方技，都多少受這種學說的影響:102。

## 緣起
五德終始說起源於鄒衍以前儒家之五行說:101。中國在戰國時期後期，齊國思想家鄒衍鼓吹按五行運行規律解釋王朝更替:206。五行是構成萬物之五種原素，即金、木、水、火、土:101。其要點為某王朝因得天授五行中一德，「受命」於天而成為天子。而當其德衰微，無法繼續統治時，便會有王朝具五行中排序下一德取代，「革命」於天而重新受命:206。當時儒者認為一年之中，五行勢力輪流當盛，例如春時「盛德在木」，夏時「盛德在火」等:101-102。後來，自明太祖朱元璋始的皇朝最高統治者常常自稱「奉天承運皇帝」，當中所謂「承運」就是意味五德終始說之「德」運。
鄒衍說：「五德從所不勝，虞土、夏木、殷金、周火。」木剋土、金剋木、火剋金、水剋火、土剋水。由於黑色屬於水，所以秦朝崇尚黑色。人事應與五行之運轉相配合，因此為君主者，於一年中之某個季節便有應做與不應做之事，例如仲春應行慶施惠，不應出兵等:102。按照鄒衍的說法，五行代表的五種德性以相剋關係傳遞，後世也有人提出五行相生的說法來解釋五德終始。五行論是誰創，不得而知；荀子認為子思、孟子所造作，大概不確:102。另有一說，若是禪讓、逼禪等和平傳位則是舊生新，戰爭、造反、自立而成則是新剋舊。鄒衍又把五行論加以推廣，認為自天地剖判以來，人類歷史便為五行勢力（即五德）所輪流支配:102。
在甲德輪值之時，人事上便有代表甲德之甲朝興起，服色、制度以及政治精神必須和甲德相配，例如周為火德，色尚赤等:102。到甲德既衰，乙德繼之而盛；人事上則有乙朝興起，取甲朝而代之:102。在兩德相交之際，照例要有祥徵出現:102。戰國末年，五德終始說已成為當時思潮主流，並且作當時列國諸王代周而興統一天下之理論根據:102。同時談這種學說者，更混跡於儒家之中，許多方士和五行論者，竟都儒服儒冠:102。

## 應用

五行之颜色与生剋关系

### 相剋說
戰國時秦始皇掃滅群雄，統一天下，全面接受鄒衍說，自稱以水德君臨天下:206。因為按鄒衍說周為火德，勝火之水能取而代之:206。秦朝以武力統一天下，但不能僅靠武力鎮壓，必須宣揚自己是真命天子受命於天，賴以服眾:206。鄒衍說滿足秦始皇需要；按五行運行法，王朝受天命具備其中一德方為正統，否則再強大也非正統，不能受承認:206。
正統論到漢代進一步發展，五行運行法則先是相勝說，繼而是相生說占上風:206。到漢朝，儒學中滲入大量的陰陽學，造成一個儒學其名陰陽學其實的學派，在兩漢的政治社會上，大大的發揮了威力:102。相勝說認為五行彼此相尅，水尅火、火尅金、金尅木、木尅土、土尅水，如此相勝，往復循環:206。相勝說給人印象主張以武力推翻前王朝:207。漢高祖劉邦時，張蒼認為秦國祚太短且暴虐無道、不屬於正統朝代，應該由漢朝接替周朝的火德，所以漢朝之正朔應為水德。漢武帝時，認為秦屬於正統朝代，改漢正朔為土德（因土剋水）。
在王莽建立新朝之前，一般採用五行相剋說。交替順序為：
黃帝（土）→夏（木）→商（金，色尚白）→周（火，色尚赤）→秦（水，秦代尚黑，以十月為正）→漢（漢高祖時水、漢武帝時土，尚黃服）。

### 相生說
相生說認為五行彼此相生，木生火、火生土、土生金、金生水、水生木，如此相生，往復循環:206。相生說認為，失德者應讓位於有德者新受天命:207。由於相生說滿足禪讓理論要求，因此從王莽利用相生說、以受讓形式實際取代漢朝起，歷次改朝換代都用相生說:207。王莽建立新朝，採用劉向劉歆父子相生說法，認為漢朝屬於火德。不過王莽並未正式舉行過禪讓儀式:207。
王莽為了證明其政權合法統，採用劉歆父子的五行相生說，並修改漢朝以前諸朝代的德性，交替順序為：
黃帝（土）→夏（金）→商（水）→周（木）→漢（火）→新（土）
西漢末年，漢被視為「火德王朝」:207。因此漢朝又常稱炎漢、炎劉（因漢朝皇帝姓劉）:207。漢光武帝光復漢室之後，正式承認此說法，從此確立漢朝正朔為火德，東漢及以後的史書如《漢書》、《三國志》等皆採用這種說法。黃巾軍亦以土之黃色反漢。

## 發展
從此歷次改朝換代皆採用相生說加秦水：
太昊木→ 炎帝火→ 黃帝土→ 少昊金→ 顓頊水→ 帝嚳木→ 唐火→ 虞土→ 夏金→ 商水→ 周木〈相生之說〉→ 秦水〈以周為火相勝之說〉→ 漢・季漢〈張蒼以漢水勝周火、賈誼公孫臣以漢土勝秦水〉光武始正火德（火，午祖戌臘）→ 曹魏・孫吳（土，未祖丑臘）→ 晉（金）→ 宋（水）→ 齊（木）→ 梁（火）→ 陳（土）
北魏/西魏（水，繼西晉金）→ 北周（木）→ 隋（火）→ 唐（土，服飾黃，旗幟赤，戌祖辰臘）→ 後梁 (金)
後唐（土，沿用唐朝）→ 後晉（金）→ 後漢（水）→ 後周（木）→ 宋（火，色尚紅，午祖戌臘） → 明（土）→ 清（金）

### 金元以後
金是最後一個官方討論德運者，金章宗時原認為土德，到後期金宣宗時認為劉齊為土德，金朝為金德；元、明、清三朝官方都不曾討論其德運屬性，且都沒有制定「祖」、「臘」之祀。古時歲首氣始曰祖，歲末氣終曰臘。水、子祖辰臘；火、午祖戌臘；木、卯祖丑臘；金、酉祖丑臘；土、戌祖辰臘，周而復始，循環不絕。
另，學者陳元認為，遼以水為德，臘晨日。元朝服色尚白，取金德，乃是承繼金朝的土德，而非宋代的火德。
明朝皇帝龍袍尚黃，繼宋火德而生土德。
自元之後，又變為相剋說。一说明代的官方德运疑为火德。另有一说取二重相生之律，则明承自宋、元清承自金。不過由明清時期並沒史實明言，多為政治評論推斷。